# Homer Dodge Martin

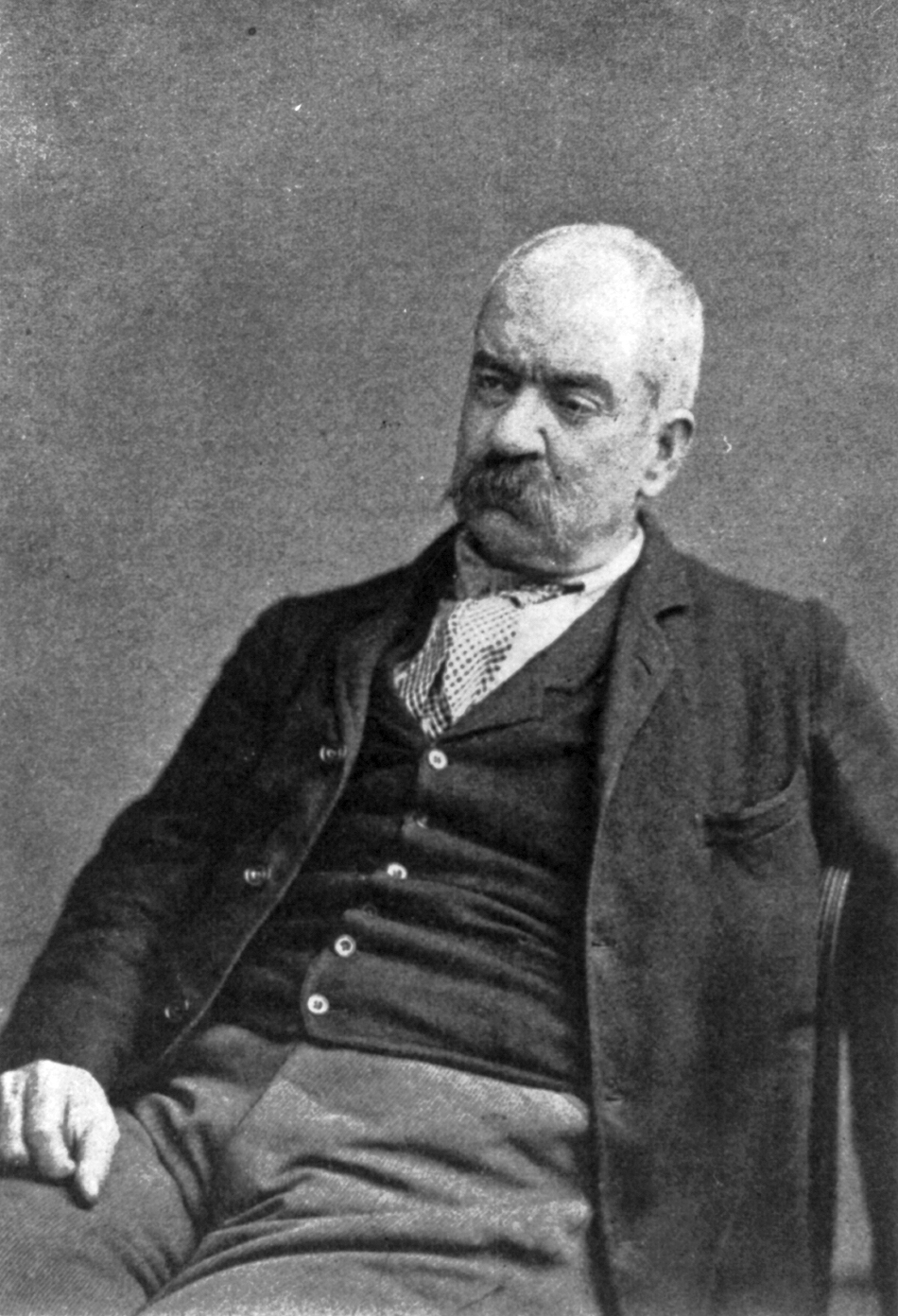
Homer Dodge Martin

Homer Dodge Martin (28 de octubre de 1836 - 12 de febrero de 1897) fue un artista estadounidense, particularmente conocido por sus pinturas de paisajes. Ejemplos de la obra de Martin se encuentran en muchos museos estadounidenses importantes.

## Biografía

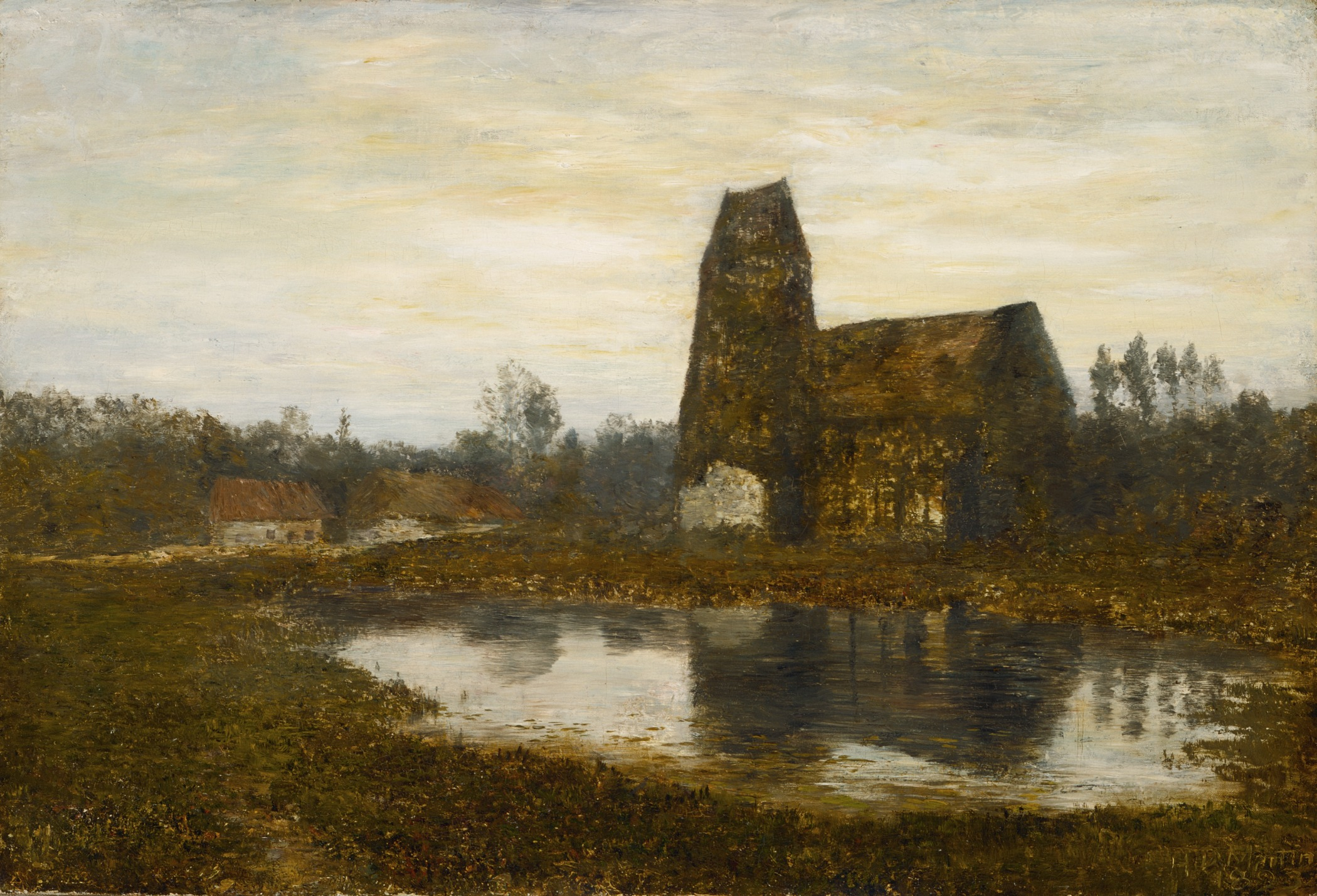
Criqueboeuf Church, Normandy

Martin nació en Albany, Nueva York el 28 de octubre de 1836, el cuarto y menor hijo de Homer Martin y Sarah Dodge. Alumno durante un corto tiempo de William Hart, su obra inicial estuvo estrechamente relacionada con la Escuela del río Hudson. Otros pintores de Albany que conoció fueron George Boughton y Edward Gay.

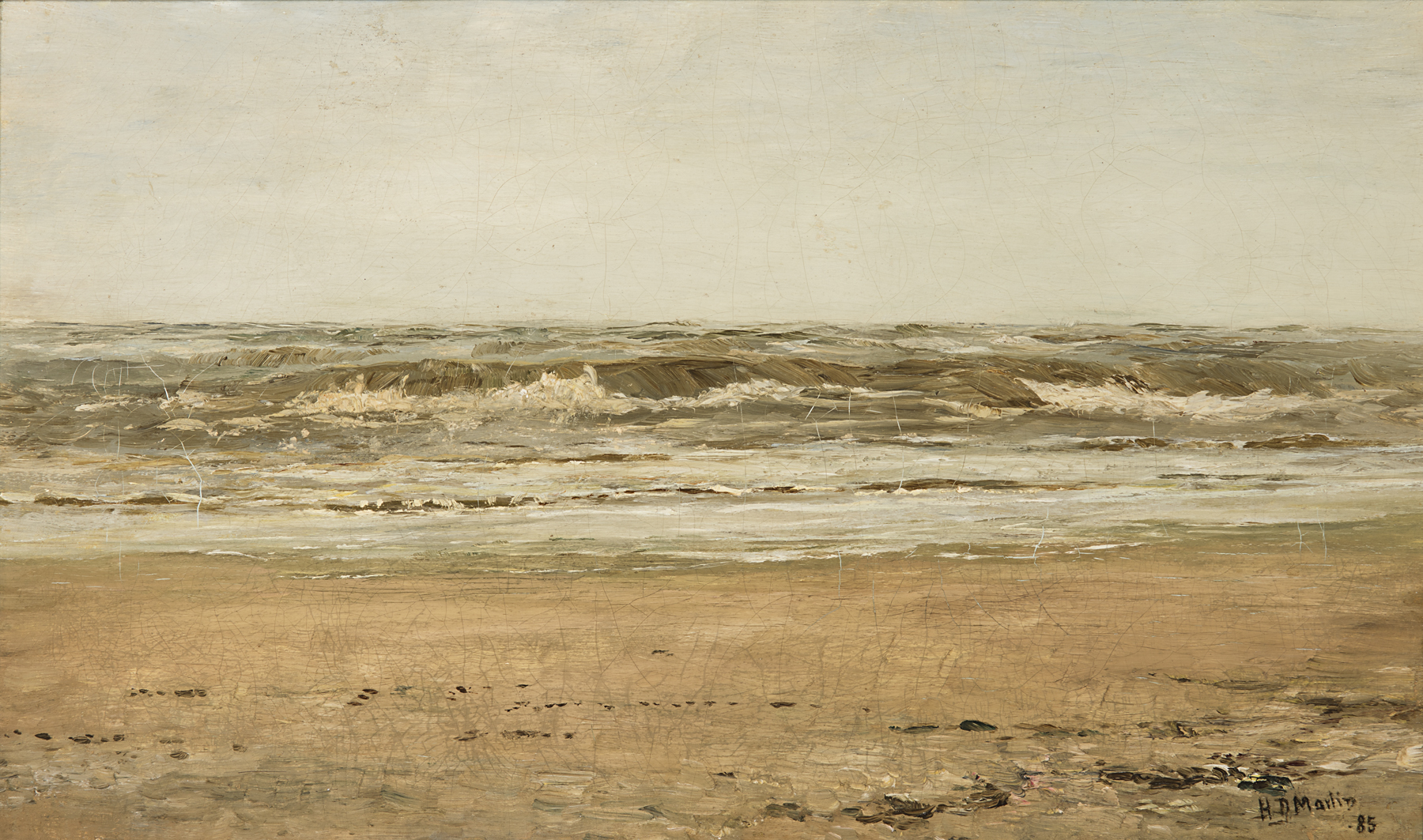
Homer Dodge Martin - The Sea at Villerville

Durante la década de 1860, pasó los veranos en las Adirondacks, las Catskills y las White Mountains, y pintó paisajes a partir de los bocetos que hizo allí en su estudio en el Tenth Street Studio Building de la ciudad de Nueva York.
El 25 de junio de 1861 se casó con Elizabeth Gilbert Davis, también de Albany.
Martin fue elegido asociado de la Academia Nacional de Diseño de Nueva York, en 1868, y académico de pleno derecho en 1874. Durante un viaje a Europa en 1876, quedó cautivado por la escuela de Barbizon y los impresionistas y, a partir de entonces, su estilo de pintura se volvió gradualmente más oscuro, más melancólico y usó pinceladas más sueltas.
De 1882 a 1886 vivió en Francia, pasando gran parte del tiempo en Normandía, incluyendo estancias en la colonia de arte de Etaples. Su obra allí incluyó una vista del puerto en la que se está construyendo un barco con casco de madera a lo lejos y se ve un barco de vapor amarrado en los muelles. La cabaña en el bosque, bastante más atmosférica, captura el efecto del sol poniente en un paisaje de dunas. En Villerville on the Seine, pintó su célebre Arpa de los vientos, ahora en el Museo Metropolitano de Arte.
En 1887, Martin había regresado a la ciudad de Nueva York. En 1893, la pobreza y la mala salud lo indujeron a mudarse a St. Paul, Minnesota, donde tenía parientes. Allí, casi ciego, pintó de memoria una de sus obras más conocidas, Paisaje de las Adirondack (1895). Murió el 12 de febrero de 1897 en St. Paul. Aunque nunca tuvo éxito durante su vida, dos años después de su muerte, Adirondack Scenery se vendió por 5.500 dólares y Harp of the Winds (1895) fue adquirida por el Museo Metropolitano de Arte.

## Colecciones
Además de estar representadas en el Museo Metropolitano de Arte, las pinturas de Martin se pueden encontrar en las colecciones de otros museos estadounidenses importantes, como la Galería Addison de Arte Estadounidense, el Museo Smithsoniano de Arte Estadounidense , el Instituto de Historia y Arte de Albany, el Museo de Arte de Cleveland, el Museo de Arte de Portland y el Museo de Bellas Artes de Boston.

## Galería

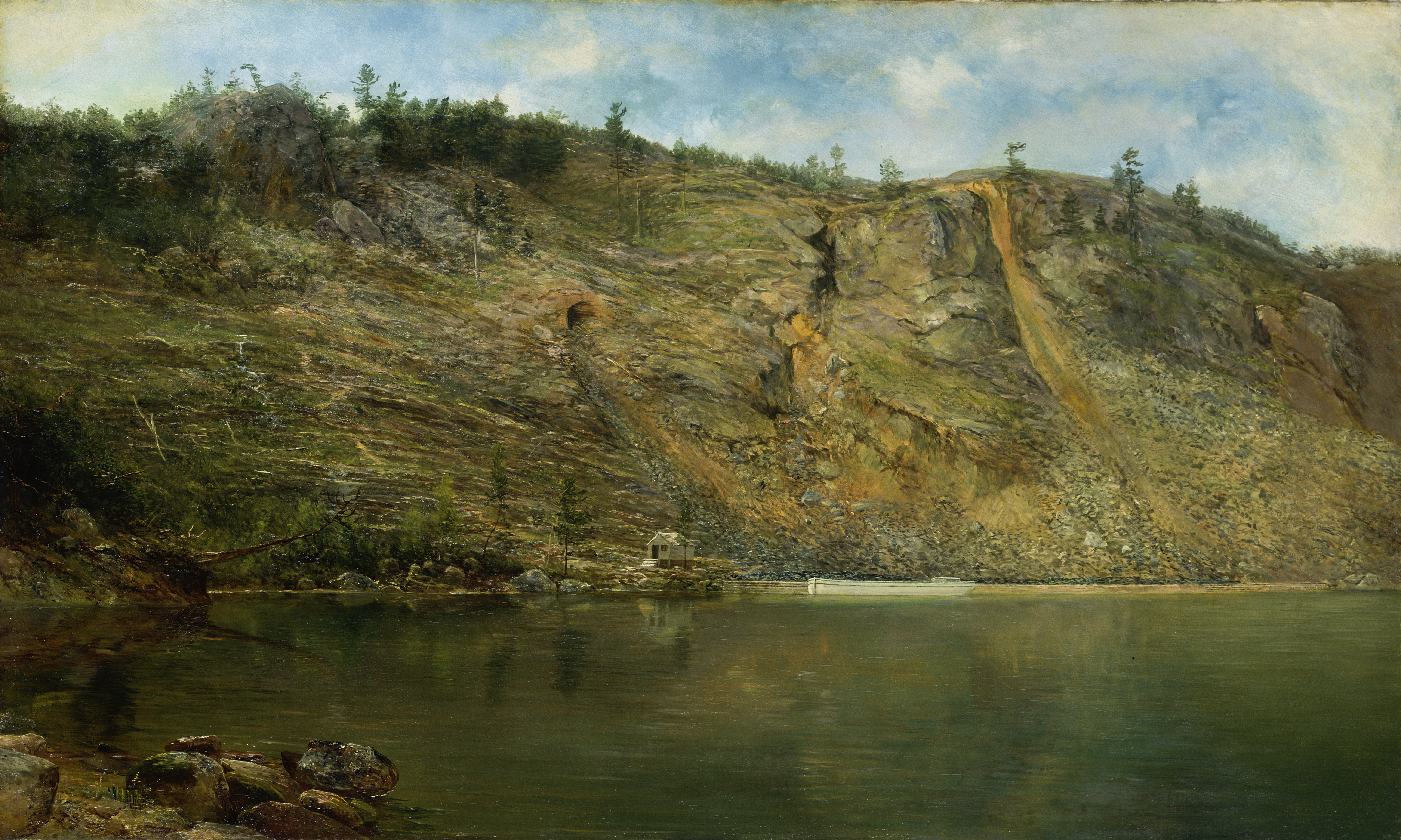
La mina de hierro, Port Henry, Nueva York, (1862) óleo sobre lienzo montado sobre tablero de fibra, en el Museo Smithsonian de Arte Americano
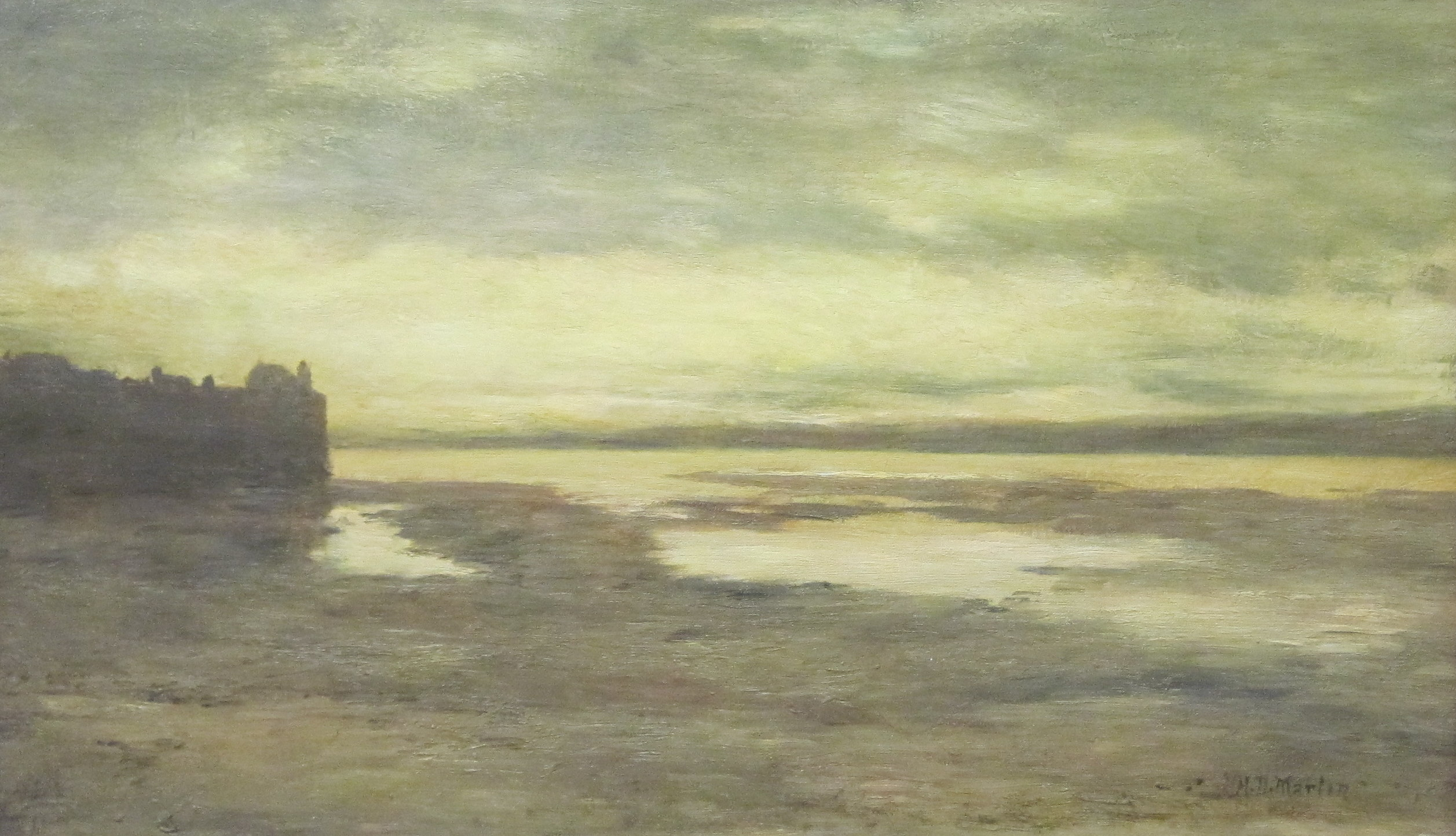
Tarde en el Támesis (c. 1876)
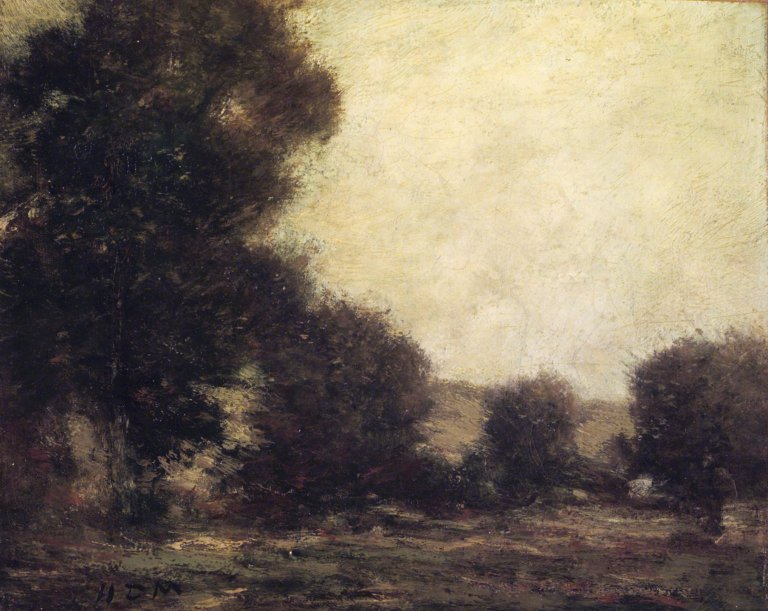
Efecto de los árboles (entre 1876 y 1882)
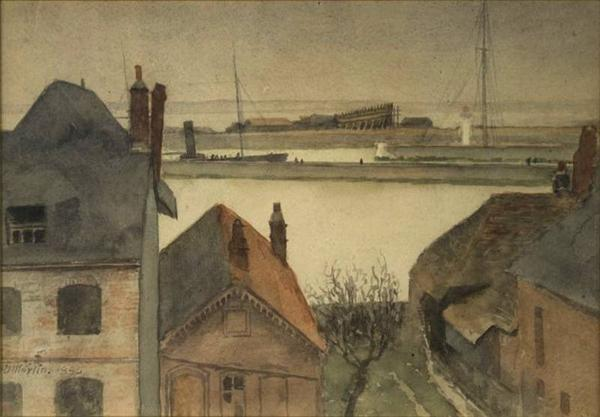
El puerto de Étaples (1884)
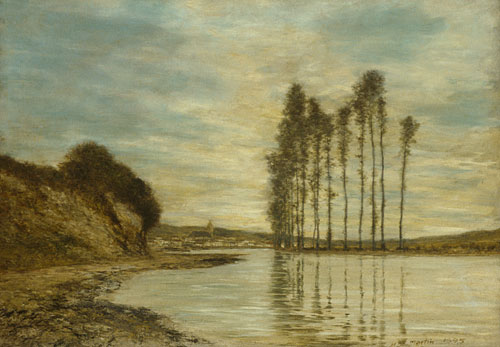
View on the Seine: Harp of the Winds
Wild Coast, Newport
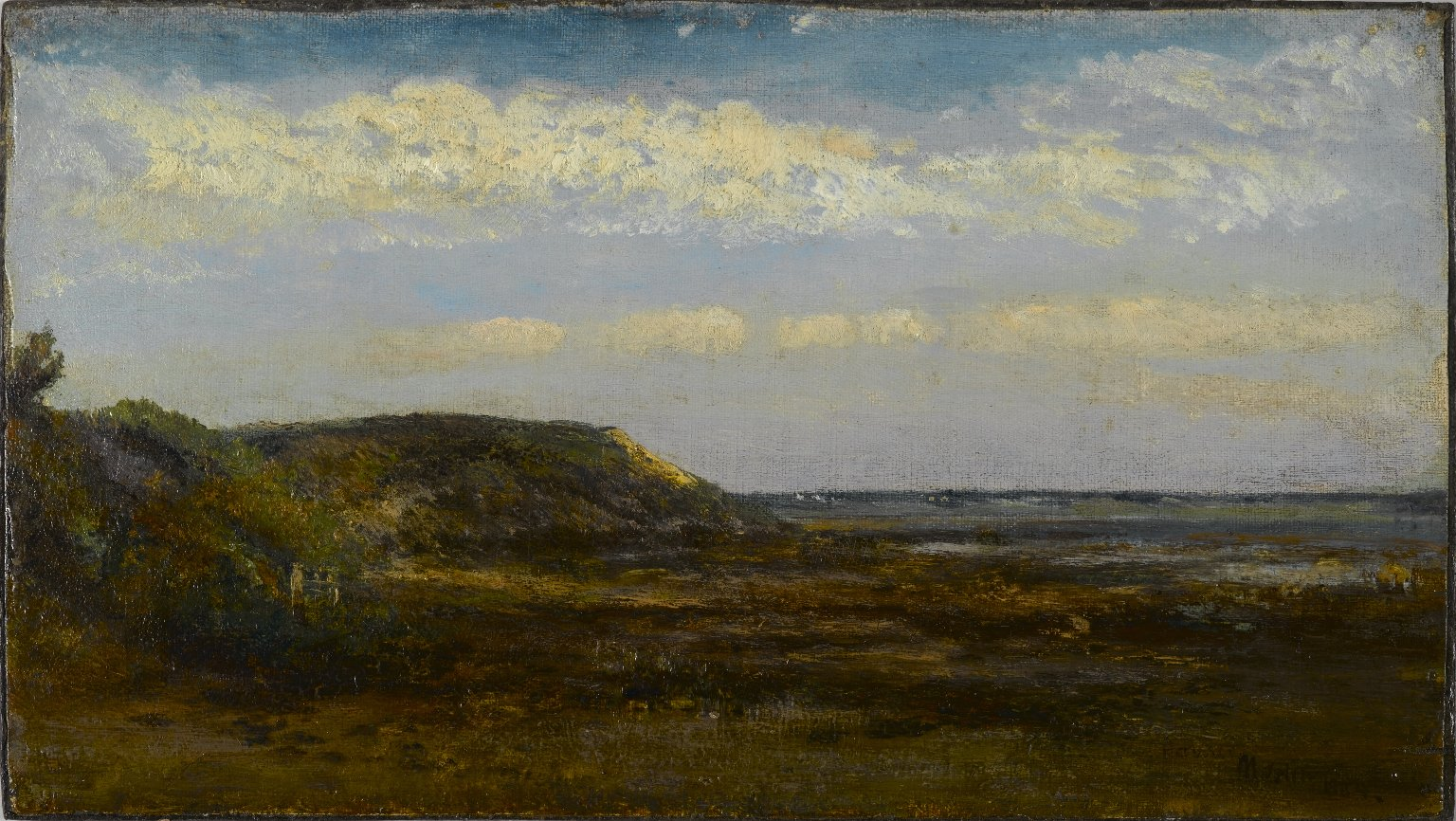
Normandy Coast
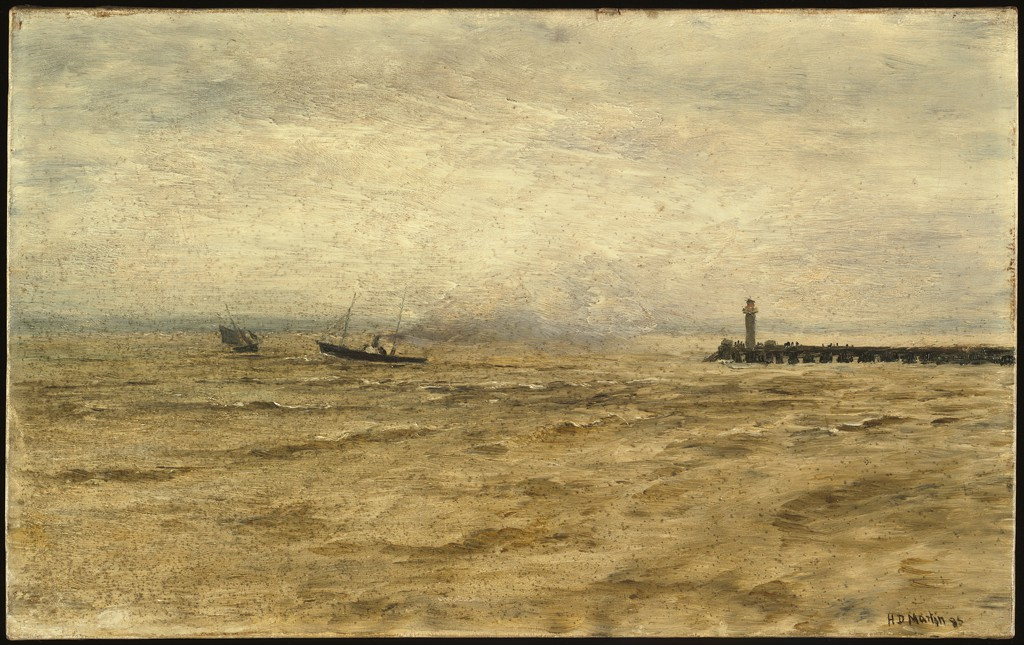
English Channel
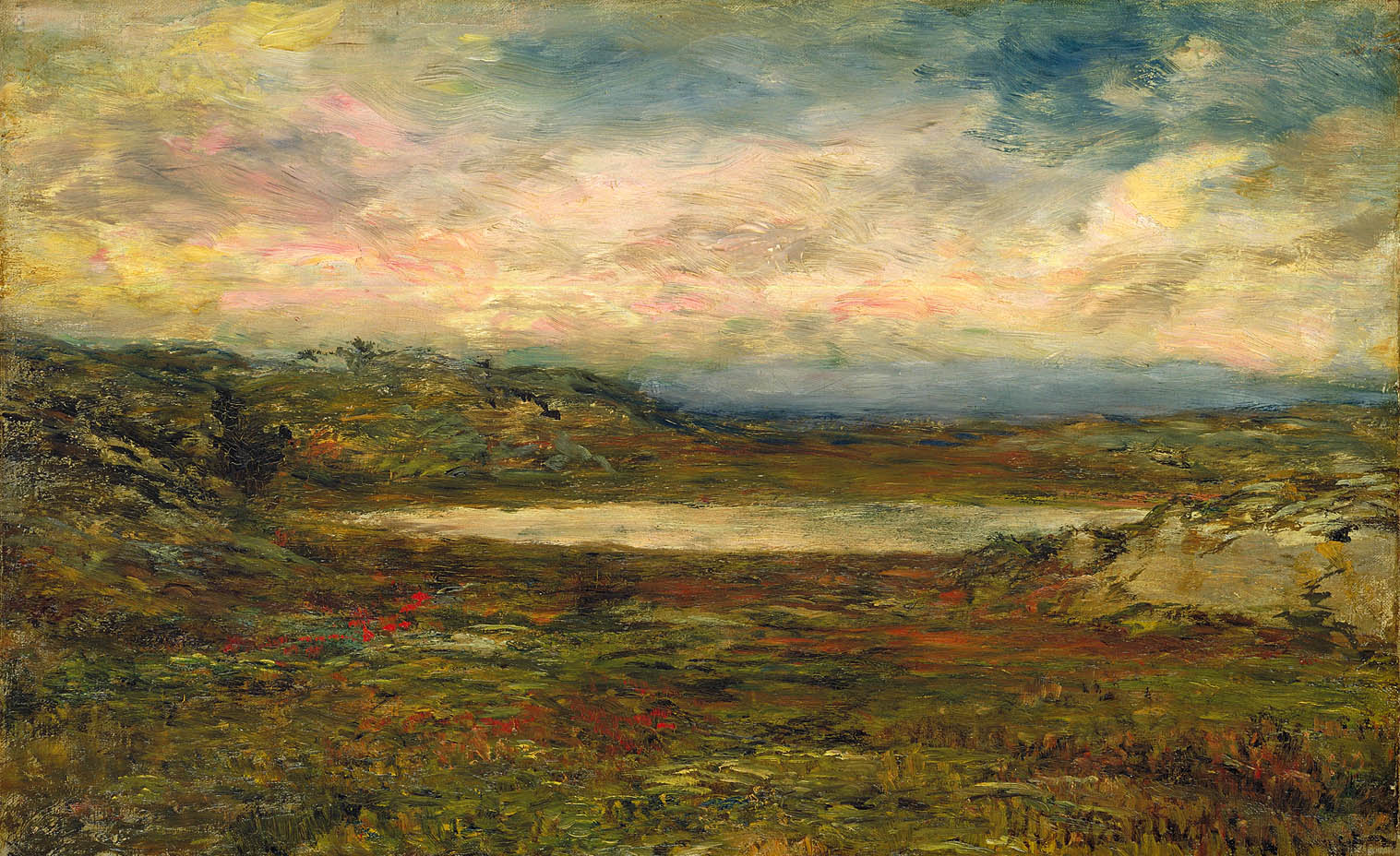
Wild Coast, Newport
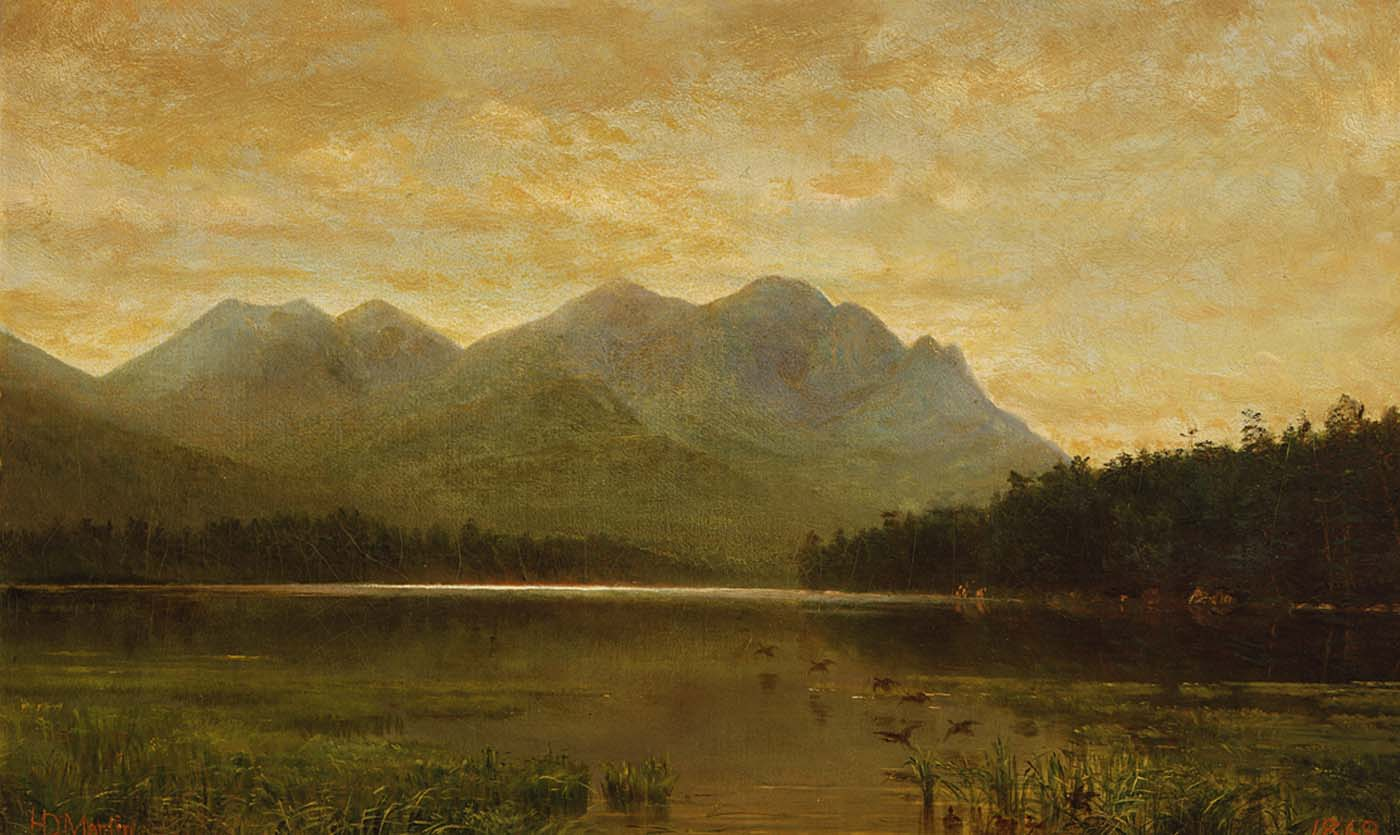
Upper Ausable Lake
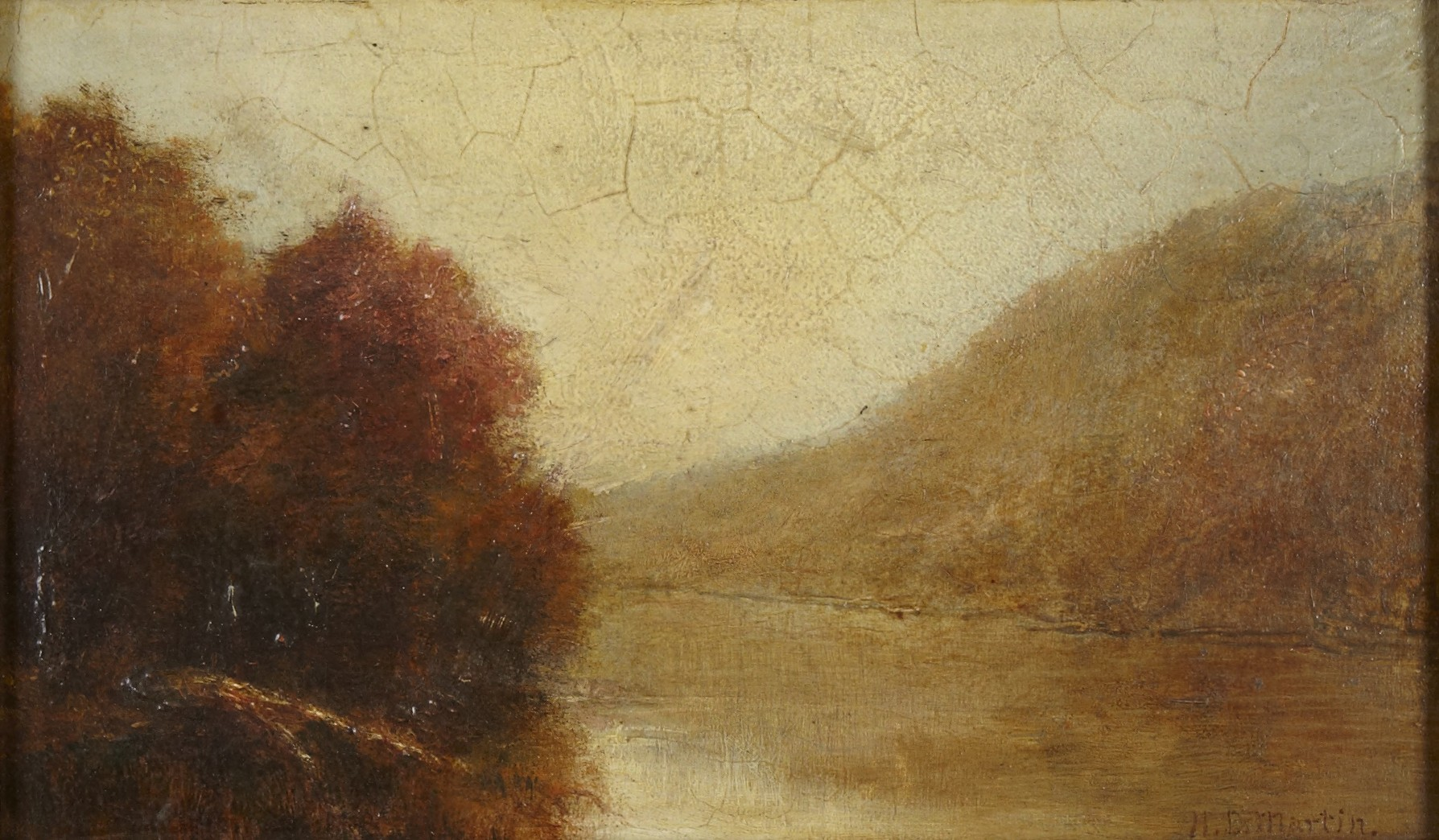
River Scene, Autumn
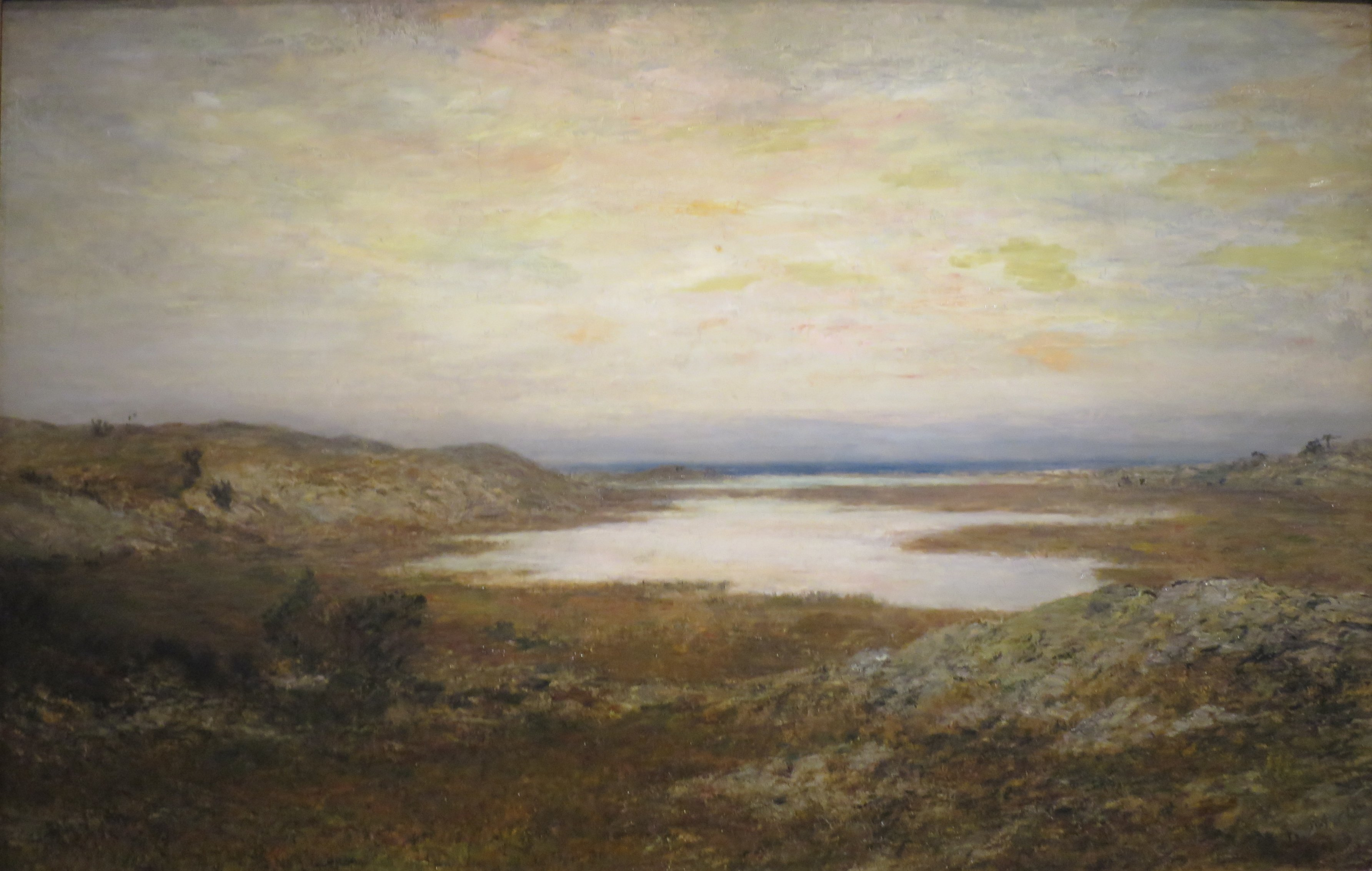
Newport Neck by Homer Dodge Martin, 1893
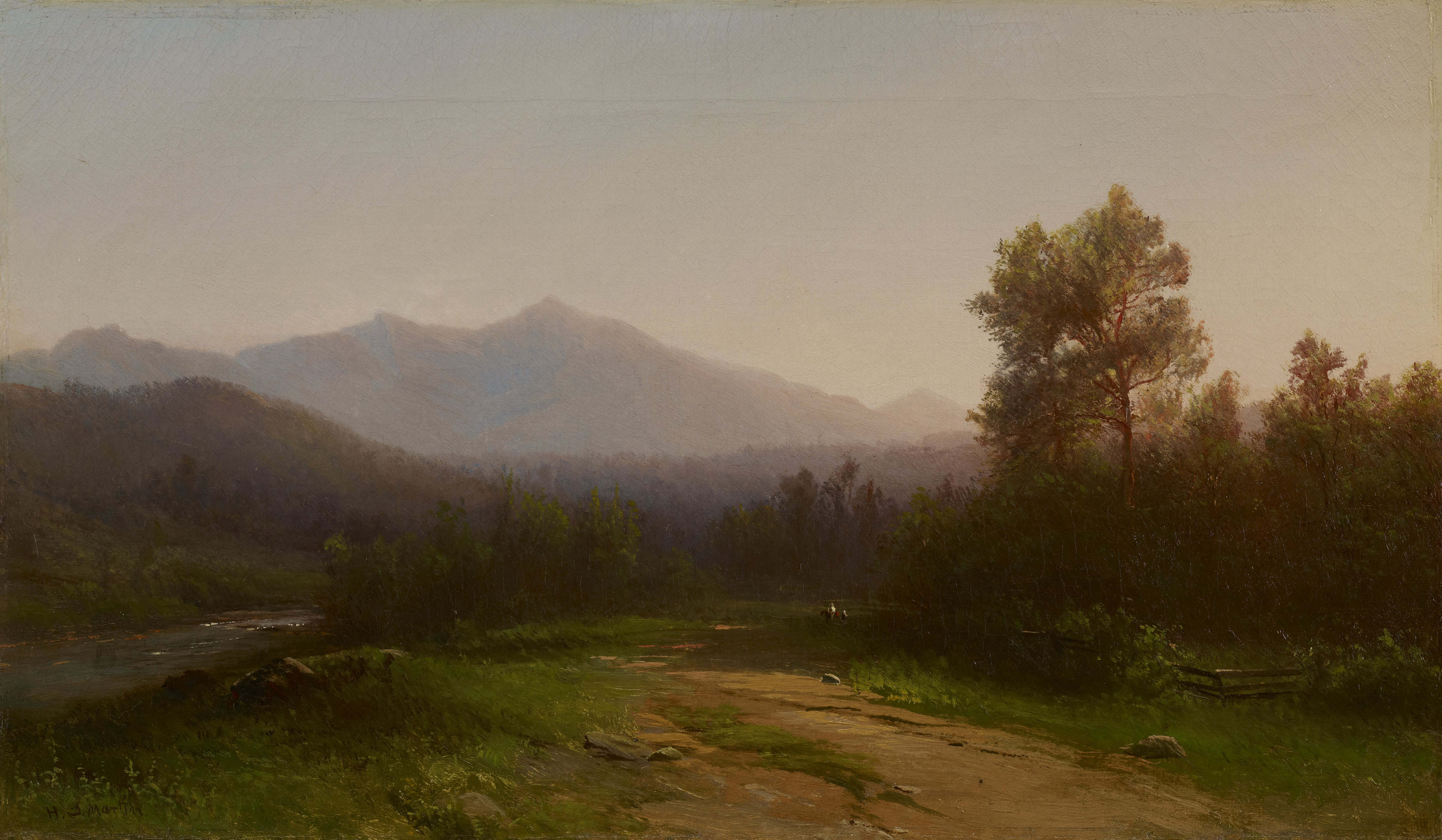
Hudson River Landscape

## Nota
- Este artículo incorpora texto de una publicación que ahora es de dominio público:  Chisholm, Hugh, ed. (1911). "Martin, Homer Dodge". Encyclopædia Britannica. Vol. 17 (11th ed.). Cambridge University Press. p. 794.